# Ghioșani
Ghioșani – wieś w Rumunii, w okręgu Aluta, w gminie Morunglav. W 2011 roku liczyła 243 mieszkańców.